# James Fox (zanger)

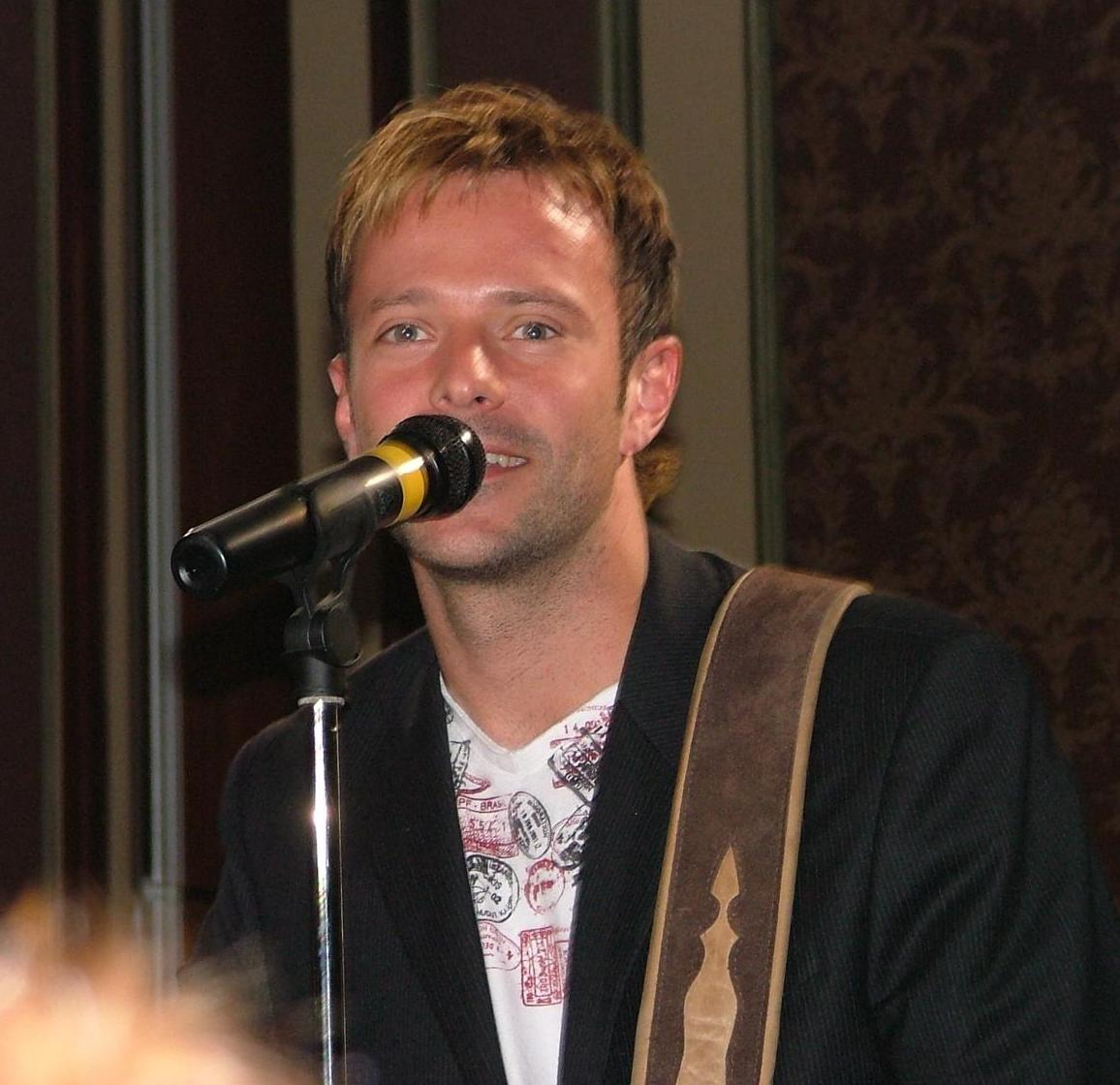
James Fox in 2004

James Fox (Cardiff, 6 april 1976) is een Britse popzanger, liedschrijver, pianist en gitarist die geboren werd als James Mullet.
Muziek was al vroeg zijn passie en hij werd geïnspireerd door Billy Joel. In 2003 nam hij deel aan het realityprogramma op de BBC Fame Academy en werd 5de. Dit opende nieuwe carrièremogelijkheden voor hem. Hij werd populair in het Britse leger omdat hij als entertainer meeging naar de troepen in Bosnië, Afghanistan en de Falklandeilanden.
In 2004 nam hij deel aan Making Your Mind Up om zo naar het Eurovisiesongfestival te kunnen in Istanboel. Zijn lied Hold on to love was een traditionele ballade en won de preselectie; hij haalde ook de 13de plaats in de hitparade in eigen land. Op het songfestival werden de verwachtingen niet ingelost: hij eindigde als 16de met 29 punten, 10 plaatsen hoger dan het jaar ervoor.
Datzelfde jaar nog speelde hij Judas in Jesus Christ Superstar. Hij deed ook succesvol audities voor de musical van Billy Joel Movin' out en kreeg staande ovaties bij zijn optreden.
In maart 2006 keerde hij terug naar het Verenigd Koninkrijk om in de Europese versie van de musical te spelen.
1957: Patricia Bredin · 
1959: Pearl Carr & Teddy Johnson · 
1960: Bryan Johnson · 
1961: The Allisons · 
1962: Ronnie Carroll · 
1963: Ronnie Carroll · 
1964: Matt Monro · 
1965: Kathy Kirby · 
1966: Kenneth McKellar · 
1967: Sandie Shaw · 
1968: Cliff Richard · 
1969: Lulu · 
1970: Mary Hopkin · 
1971: Clodagh Rodgers · 
1972: The New Seekers · 
1973: Cliff Richard · 
1974: Olivia Newton-John · 
1975: The Shadows · 
1976: Brotherhood of Man · 
1977: Lynsey de Paul & Mike Moran · 
1978: Co-Co · 
1979: Black Lace · 
1980: Prima Donna · 
1981: Bucks Fizz · 
1982: Bardo · 
1983: Sweet Dreams · 
1984: Belle & The Devotions · 
1985: Vikki Watson · 
1986: Ryder · 
1987: Rikki · 
1988: Scott Fitzgerald · 
1989: Live Report · 
1990: Emma · 
1991: Samantha Janus · 
1992: Michael Ball · 
1993: Sonia · 
1994: Frances Ruffelle · 
1995: Love City Groove · 
1996: Gina G · 
1997: Katrina & the Waves · 
1998: Imaani · 
1999: Precious · 
2000: Nicki French · 
2001: Lindsay Dracass · 
2002: Jessica Garlick · 
2003: Jemini · 
2004: James Fox · 
2005: Javine Hylton · 
2006: Daz Sampson · 
2007: Scooch · 
2008: Andy Abraham · 
2009: Jade Ewen · 
2010: Josh Dubovie · 
2011: Blue · 
2012: Engelbert Humperdinck · 
2013: Bonnie Tyler · 
2014: Molly · 
2015: Electro Velvet · 
2016: Joe & Jake · 
2017: Lucie Jones · 
2018: SuRie · 
2019: Michael Rice · 
2021: James Newman ·
2022: Sam Ryder ·
2023: Mae Muller ·
2024: Olly Alexander ·
2025: Remember Monday
- MusicBrainz: 6e3c2cf5-bce6-4e9d-953c-12d5df781efb